# 華路雲
華路雲（Rowan Varty，1986年3月20日—），香港男子橄欖球運動員，亦為香港男子七人欖球代表隊成員，正職為見習律師。

## 簡歷
華路雲曾就讀於香港英皇佐治五世學校。
2010年11月，華路雲代表中國香港出戰廣州亞運會，參加橄欖球比賽，最終奪得銀牌。
2013年6月1日，兩支成立過百載的球會在香港大球場上演激戰，英國及愛爾蘭雄獅隊大戰野人隊，其中港隊7欖隊長華路雲獲野人隊邀請出戰，成為香港史上第一人。
2014年9月，華路雲代表中國香港參加南韓仁川舉行的亞運會七人欖球比賽，在決賽負於日本隊，奪得銀牌。

## 家庭
華路雲的父親是英國人，母親則是澳門人；胞妹華莉絲同為欖球運動員，現為香港女子七人欖球代表隊成員 。

## 榮譽
- 香港特區政府嘉獎

行政長官社區服務獎狀（2011年）